# エゾメバル

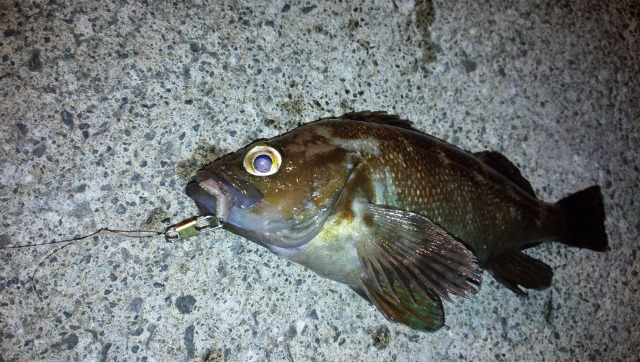
2020年6月7日　北海道小樽市高島漁港にて撮影

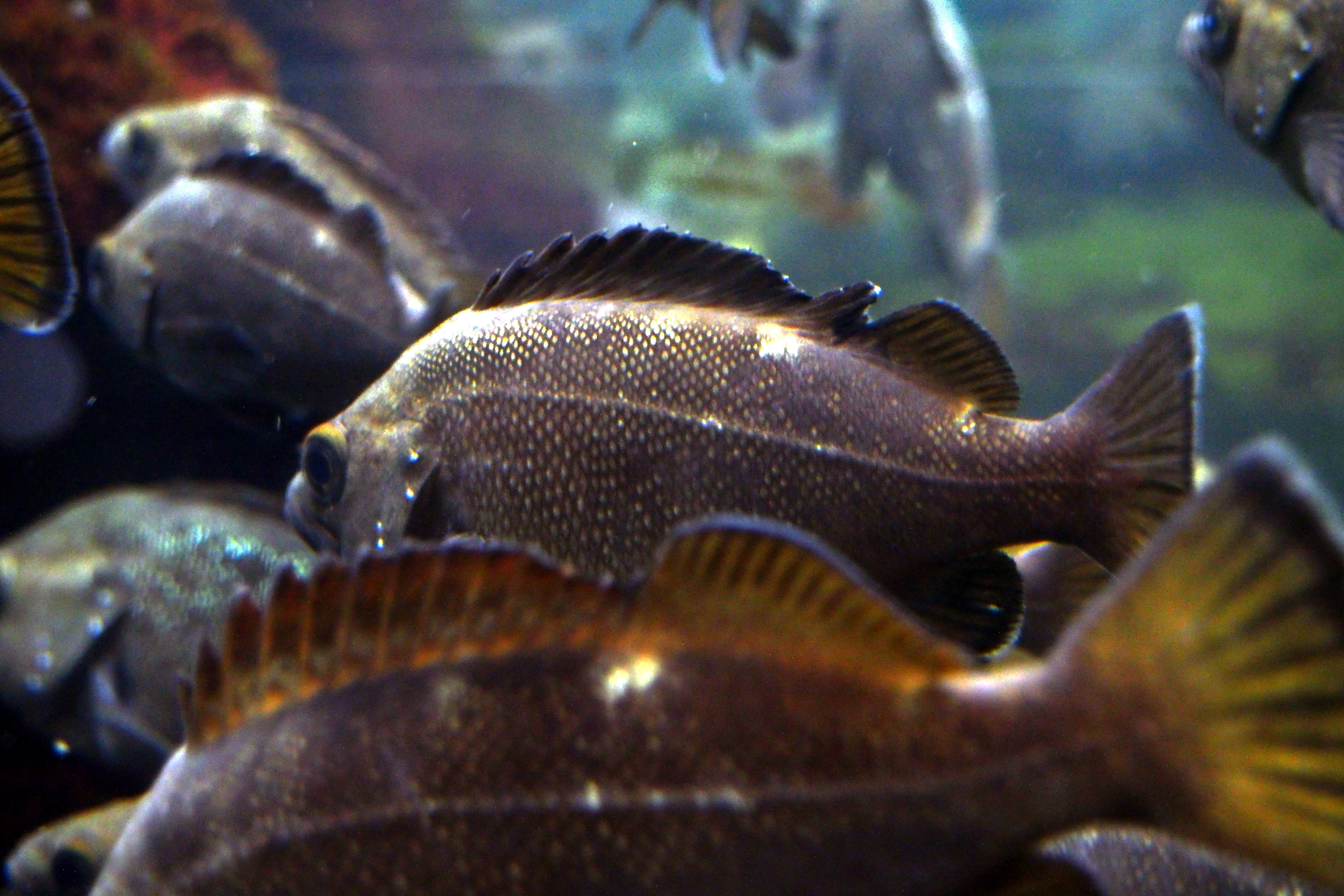

エゾメバル（蝦夷目張　学名：Sebastes taczanowskii　英名：White-edged rockfish　別名：ガヤ、ゴイチ、クロメバル）は、メバル属に属する海水魚の一種。
日本では主に東北地方以北に生息し、主に北海道で水揚げされる。

## 形態・生態
北西太平洋沿岸近くで見られる。 
体長25cmほど。体色は灰褐色、緑褐色、赤褐色と個体差が大きい。メバルとよく似ているが、尾鰭後縁部が白色であることと、下顎に鱗が無い点で異なる。
日本では東北以北に分布し、北海道から岩手県にかけての岩礁域に棲息する。そのほか、日本海沿岸のロシアの最南端部、沿海州地方まで分布している。
卵胎生である。11月ごろに交尾を行うが、精子は卵巣内に4ヶ月以上も留まり、卵巣が完熟する3月から4月ごろにかけて受精する。仔魚は雌の胎内で卵黄のみで成長し、5月以降に産み出される。
「コツコツ」というような高音（約400Hz）と、「グッ」というような低音（約100Hz）の2種の鳴音を発する。水槽での実験では、1個体のみでは音を発さず、複数個体がいる場合にのみ音を出すことから、鳴音で何らかのコミュニケーションを行っていると推測される。
別の飼育観察では、雄が他の雄・雌個体にかみつく、横向きの体を見せて威嚇するといった攻撃行動が見られた。雄が雌と逆向きに進みながら腹を擦りつけて泳ぐといった求愛行動も観察された。

## 名称
和名「蝦夷眼張」は、おもに蝦夷（北海道の旧名）で穫れることから。

### 別名
ガヤ（北海道、青森県陸奥湾・下北半島、山形県鶴岡市由良漁港）、カスリガヤ（青森県下北郡佐井村牛滝）、ゴモゾイ（青森県小泊）、ミノガサ（青森県西津軽郡深浦町岩崎）、ムギマ（青森県鰺ヶ沢・小泊）など。
ガヤの名前の由来は、「がやがや」と賑わしいほど穫れるため。

## 人との関わり

### 捕獲方法
旬は秋から冬だが、漁獲時期そのものは4月から6月、10月から12月である。釣りや定置網漁、刺し網漁などで漁獲される。北海道では、えりも岬以西の太平洋、日本海、オホーツク海沿岸、特に後志地方の寿都・島牧沿岸で穫れる。混獲される場合も多い。

### 食用
味噌汁、煮付け、唐揚げ、刺身など色々な方法で料理されるほか、バター焼きにすることもできる。